# Annex
Annex – jednostka osadnicza w Stanach Zjednoczonych, w stanie Oregon, w hrabstwie Malheur.